# Novè planeta
El novè planeta és un planeta hipotètic que estaria situat a la zona exterior del sistema solar. Tindria una massa 10 vegades superior a la terrestre, orbitant al voltant del Sol entre 600 i 1.200 vegades més lluny que la Terra i que trigaria més de 10.000 anys a completar l'òrbita. El 20 de gener de 2016, els investigadors Konstantín Batiguin i Michael E. Brown de l'Institut Tecnològic de Califòrnia van anunciar que la troballa del planeta s'infereix de l'existència d'un moviment recentment descobert entre els anomenats planetes nans.
Batiguin i Brown proposen que el novè planeta podria ser el nucli planetari d'un planeta gegant primordial que va ser expulsat de la seva òrbita original per Júpiter durant la gènesi del sistema solar. Altres acadèmics han proposat que el planeta va ser capturat per una altra estrella, que és un planeta interestel·lar capturat, o que es va formar en una òrbita distant i que va ser incorporada a una òrbita excèntrica pel pas d'una estrella. El 2019 encara no s'ha pogut observar directament el novè planeta.